# Jüdischer Friedhof Rüthen

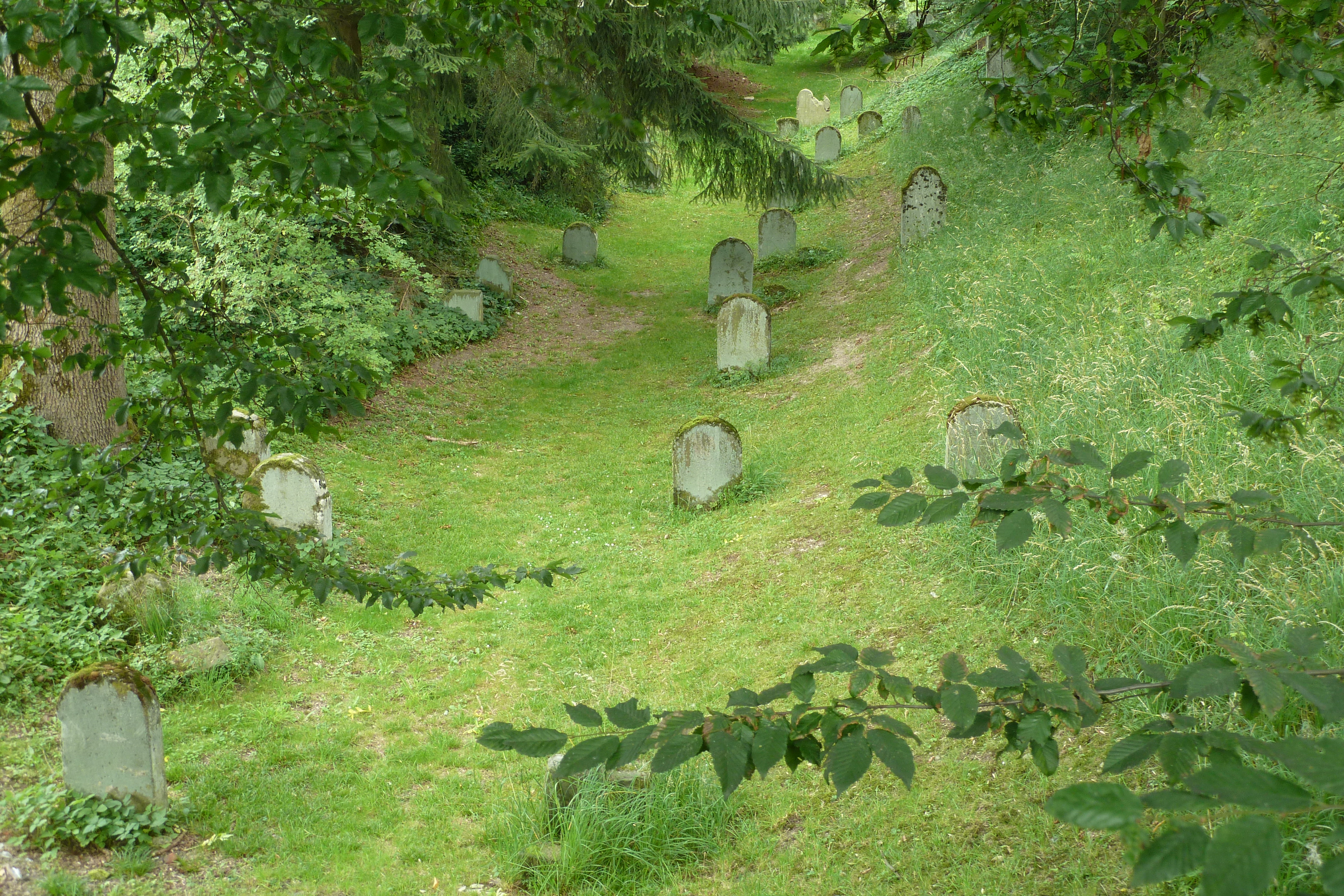
Der jüdische Friedhof in Rüthen

Der jüdische Friedhof in Rüthen ist der wohl älteste in seinem Ursprungszustand erhaltene jüdische Friedhof in Westfalen.

## Geschichte
Der Rat der Stadt Rüthen hat den jüdischen Einwohnern am 8. Oktober 1625 den Befestigungsgraben unterhalb der Stadtmauer beim Hachtor als Begräbnisplatz überlassen. Vermutlich seit dem Spätmittelalter waren dort bereits zuvor vereinzelt jüdische Begräbnisse erfolgt. Hinweise auf jüdisches Leben in Rüthen gibt es für 1447, möglicherweise auch bereits für 1279. Eine dauerhafte jüdische Bevölkerungsgruppe ist seit 1587 nachweisbar. Die jüdische Gemeinde wurde während der nationalsozialistischen Herrschaft vernichtet. 
Das Ursprungsjahr des Friedhofs war ein Pestjahr, das auch für die jüdische Gemeinde mehr Sterbefälle als gewöhnlich bedeutet hat. In den folgenden Jahrhunderten wurden Generationen jüdischer Bürger Rüthens, aber auch dort verstorbene auswärtige jüdische Reisende dort bestattet. 
Nach dem Holocaust ging der Friedhof in den Besitz des Rechtsnachfolgers der örtlichen jüdischen Gemeinde, dem Landesverband der Jüdischen Gemeinden von Westfalen-Lippe, über. Die letzte Bestattung erfolgte 1958. Seither gilt der Friedhof als verwaist beziehungsweise geschlossen.
Von früher etwa 200 Gräbern existieren heute noch 80 auf einer Fläche von 1821 m². Bemerkenswert mindestens für Nordrhein-Westfalen ist die authentische spätmittelalterliche und frühneuzeitliche Topographie. Der Friedhof bietet vielfältige konfessions-, kultur- und sozialgeschichtliche Hinweise.

## Online-Edition
Als erste Gemeinde in Nordrhein-Westfalen hat Rüthen in Zusammenarbeit mit dem Salomon Ludwig Steinheim-Institut für deutsch-jüdische Geschichte in Essen die Grabinschriften verzeichnen und wissenschaftlich erschließen lassen. Insgesamt sind in der Online-Edition 80 Grabsteine aus dem jüdischen Friedhof in Rüthen und zusätzlich vier Grabsteine aus Rüthen-Oestereiden verzeichnet.
Jeder Grabstein ist in der Ausgangsedition, die durch neuere Erkenntnisse jederzeit ergänzt werden kann, mit einer Beschreibung und einem Foto vertreten. Hebräische Inschriften sind übersetzt und kommentiert. Es gibt auch Querverweise zu weiteren zur jeweiligen Familie gehörenden Persönlichkeiten sowie Hinweise zur Person des Verstorbenen. Die Datenbank steht unter der Creative Commons Lizenz Namensnennung 2.0 für Deutschland und ist frei zugänglich.